# Zulu Dawn
Zulu Dawn é um filme britânico de 1979 do gênero filme de guerra, dirigido por Douglas Hickox, com Burt Lancaster, Peter O'Toole, Simon Ward, Bob Hoskins e Denholm Elliott nos papeis principais. Baseado no livro de Cy Endfield de mesmo nome, mostra a derrota britânica na Batalha de Isandhlwana em 1879 na África do Sul.
O escritor e diretor Cy Endfield, já havia realizado o filme Zulu em 1964, prequela de Zulu Dawn.
O livro no qual se baseia o filme foi escrito por Cy Endfield, que colaborou no roteiro com Anthony Story e que já havia dirigido Zulu em 1964. 
Enquanto o fime Zulu relatava a vitória britânica em Rorke's Drift de 23 de janeiro de 1879, Zulu Dawn mostra a derrota britânica na Batalha de Isandhlwana, em 22 de janeiro.